# Aleksandr Vladimirovitj Gusev
Aleksandr Vladimirovitj Gusev (ryska: Алекса́ндр Влади́мирович Гу́сев), född 21 januari 1947 i Moskva, död 22 juli 2020, var en sovjetisk hockeyspelare, försvarare. Han spelade med CSKA Moskva och fick utmärkelsen "Sovjetisk hedersmästare i sport" (1973). 
Meriter: 2 VM-guld (1973 och 1974), 1 VM-silver (1972), 1 VM-brons (1977), 1 OS-guld (1976). 